# MobileCoin
MobileCoin (kurz MOB) ist eine Kryptowährung unter der GNU General Public License und ein Privacy Coin, das sich auf Transaktionsanonymität (Fungibilität), Benutzerfreundlichkeit, Transaktionsgeschwindigkeit, geringe Umweltbelastung und niedrige Gebühren konzentriert. Der Anwendungsfall, eine Tasse Kaffee mit Hilfe einer Kryptowährung und einem Mobiltelefon zu bezahlen (vgl. digitales Bargeld), soll sich nicht von der üblichen Bezahlung mit Bargeld unterscheiden. MobileCoin wird von der MobileCoin Foundation unter Beteiligung des Technologen Joshua Goldbard und des Kryptografen Moxie Marlinspike entwickelt. Chief Product Officer war Bob Lee.

## Geschichte
Die MobileCoin Foundation, die hinter MobileCoin steht, wurde erstmals 2017 vorgestellt. Der Coin wurde von Joshua Goldbard entwickelt und soll eine zugängliche Form einer Kryptowährung mit dem Schwerpunkt auf schnelle Finanztransaktionen sein. Moxie Marlinspike, der Schöpfer des verschlüsselten Messengers Signal, unterstützte die Entwicklung als technischer Berater. Im Mai 2018 sicherte sich MobileCoin in einer von Binance Labs angeführten Finanzierungsrunde 29,7 Millionen US-Dollar im Austausch für 37,5 Millionen Token. Der offizielle Start erfolgte am 7. Dezember 2020. Die Stiftung sammelte dann im März 2021 11,35 Millionen US-Dollar an Risikofinanzierung ein.

## Technologie
MobileCoin ist eine Kryptowährung, die sich auf Privatsphäre, Benutzerfreundlichkeit, Transaktionsgeschwindigkeit und Datendurchsatz konzentriert und dezentralisierte Zahlungen für alltägliche Finanztransaktionen ermöglichen soll. Transaktionen von mobilen Geräten aus sind möglich, ohne dass eine Kopie der Blockchain gespeichert werden muss, wobei die Privatsphäre der Benutzer gewahrt bleibt (d. h. kein Teilnehmer des Netzwerks kennt die Identität der Transaktionspartner, den getätigten Betrag oder die Blockhöhe der Blockchain). Die Technik von MobileCoin basiert auf Stellar (für das Konsens-Protokoll) und Monero (Privatsphären-Technologie), wobei das CryptoNote-Protokoll neben Zero-Knowledge-Beweisen verwendet werden, um die Details der Nutzer-Transaktionen zu verbergen.
Die für den Betrieb des MobileCoin-Netzwerks erforderliche Rechenzentren-Energie wird durch den Verzicht auf Proof of Work zugunsten des Federated Byzantine Agreement über das Stellar Consensus Protocol niedrig gehalten, so dass die geschätzte Energiemenge „geringer als die einer Kleinstadt mit ca. 5.000 Einwohnern bleiben sollte - selbst wenn MobileCoin zu einem globalen Phänomen wird“.
Technisch gesehen ist MobileCoin eine Kryptowährungs-Blockchain mit eindimensionalem gerichteten azyklischen Graphen, bei der die Blöcke mit einer Implementierung des Stellar Consensus Protocol konsensiert werden. Transaktionen werden in sicheren SGX-Enklaven geprüft und basieren auf elliptischer Kurvenkryptografie unter Verwendung der Ristretto-Abstraktion (einer Konstruktion einer Gruppe primärer Ordnung unter Verwendung einer nicht primären Ordnung auf der elliptischen Kurve Ed25519).

## Zahlung und Handel
Mobile Peer-to-Peer-Zahlungen mit MobileCoin sind derzeit (Stand: Dezember 2021) über den Signal-Messenger und dem Mixin-Messenger weltweit möglich, jedoch stehen bei Signal die Telefonvorwahlen +963, +53, +850 und +7 auf einer Sperrliste, die den Zugang zu MobileCoin verweigert. Desktop-Wallets sind für macOS und die gängigen Linux-Distributionen verfügbar. Die Kryptowährungsbörsen BigONE und Gate.io listen MobileCoin für den Handel.